# Daniel Sotres
Daniel Eduardo Sotres Castañeda (Santiago de Cudeyo, 21 maggio 1993) è un calciatore spagnolo, portiere del Torrelavega.

## Carriera

### Club
Cresciuto nelle giovanili del Racing Santander, ha esordito il 9 aprile 2012 in un match perso 3-0 contro il Malaga.

### Nazionale
Con la nazionale Under-20 spagnola ha preso parte al campionato mondiale di categoria del 2013, disputando 5 incontri.

## Statistiche

### Presenze e reti nei club
Statistiche aggiornate al 6 gennaio 2017.
| Stagione                | Squadra                 | Campionato              | Campionato | Campionato | Coppe nazionali | Coppe nazionali | Coppe nazionali | Coppe continentali | Coppe continentali | Coppe continentali | Altre coppe | Altre coppe | Altre coppe | Totale | Totale | Totale |
| Stagione                | Squadra                 | Comp                    | Pres       | Reti       | Comp            | Pres            | Reti            | Comp               | Pres               | Reti               | Comp        | Pres        | Reti        | Pres   | Reti   |        |
| ----------------------- | ----------------------- | ----------------------- | ---------- | ---------- | --------------- | --------------- | --------------- | ------------------ | ------------------ | ------------------ | ----------- | ----------- | ----------- | ------ | ------ | ------ |
| 2011-2012               | Racing Santander        | PD                      | 2          | -5         | CR              | 0               | 0               |                    | -                  | -                  |             | -           | -           | 2      | -5     |        |
| 2012-2013               | Racing Santander        | SD                      | 14         | -21        | CR              | 1               | 0               |                    | -                  | -                  |             | -           | -           | 15     | -21    |        |
| 2013-2014               | Racing Santander        | SDB                     | 10         | -7         | CR              | 3               | -4              |                    | -                  | -                  |             | -           | -           | 13     | -11    |        |
| 2014-2015               | Recreativo Huelva       | SD                      | 27         | -44        | CR              | 1               | -1              |                    | -                  | -                  |             | -           | -           | 28     | -45    |        |
| 2015-2016               | Racing Santander        | SDB                     | 12         | -13        | CR              | 1               | -2              |                    | -                  | -                  |             | -           | -           | 13     | -15    |        |
| Totale Racing Santander | Totale Racing Santander | Totale Racing Santander | 38         | -46        |                 | 5               | -6              |                    | -                  | -                  |             | -           | -           | 43     | -52    |        |
| 2016-2017               | Levante B               | SDB                     | 29         | -23        |                 | -               | -               |                    | -                  | -                  |             | -           | -           | 0      | 0      |        |
| 2017-2018               | Celta Vigo B            | SDB                     | 17         | -16        |                 | -               | -               |                    | -                  | -                  |             | -           | -           | 0      | 0      |        |
| Totale carriera         | Totale carriera         | Totale carriera         | 111        | -129       |                 | 6               | -7              |                    | -                  | -                  |             | -           | -           | 117    | -136   |        |

## Palmarès

### Nazionale
- Campionato d'Europa Under-19: 1

Estonia 2012